# Ci vediamo in tribunale
Ci vediamo in tribunale è un film per la televisione del 1996 diretto da Domenico Saverni e trasmesso su Rai 2.